# 水素自動車
水素自動車（すいそじどうしゃ）とは、水素をエネルギーとする自動車のことである。走行時に温室効果ガスを排出しないゼロエミッション車の1つ。
- 既存のガソリンエンジンやディーゼルエンジンを改良した水素燃料エンジンで水素を直接燃焼させ運動エネルギーを得る内燃機関車
- 水素と空気中の酸素を化学反応させて発電する燃料電池を搭載し、モーターで走行する自動車（水素燃料電池車）

上記の2つに大別できるが、後者は燃料電池自動車として別枠で扱うことが一般的で、本記事では前者について述べる。
地球温暖化の原因とされる二酸化炭素や、大気汚染の原因となる窒素酸化物を出さない自動車として、近年世界では電気自動車の普及が盛んだが、これらを排出しない自動車の一つとして水素自動車もあげられる。水素自動車は既存の内燃機関の技術を使えるメリットがあり、水素の取り扱いに関しても、すでに市販されている水素燃料電池車と共有できることから、近年普及が望まれている。また、電気自動車が普及し始めている現在、環境にやさしく内燃機関独特の走行感も味わえる自動車として、電気自動車とは違ったマーケットを形成できるとも言われている。

## 開発史

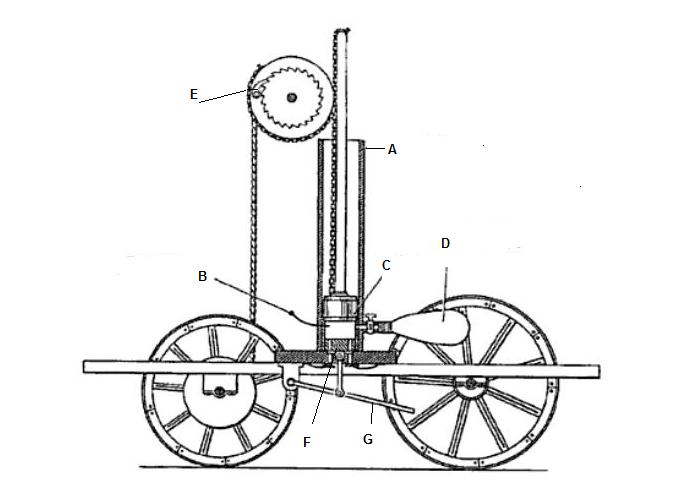
1807年に製造されたcharette of de Rivaz. A:シリンダー, B:点火栓, C:ピストン, D:水素を充填した風船, E:ワンウェイクラッチ, F:給排気弁, G:給排気弁を作動するための取っ手

水素を内燃機関の燃料として使用するという発想は、内燃機関の黎明期から既に存在して、実際に水素自動車も製造された。
世界初の内燃機関で走行する自動車は、1807年にフランソワ・イザック・ドゥ・リヴァ（François Isaac de Rivaz）によって製造されたデリバズエンジン（De Rivaz engine）で水素を燃料として使用した。ジャン＝ジョゼフ・エティエンヌ・ルノアールによって1863年に製造されたイポモビル（Hippomobile）も、同様に水素を燃料として使用した。
日本国内では1970年代から、武蔵工業大学（現在の東京都市大学）教授の古濱庄一が、レシプロエンジンを改造した水素エンジンを搭載した車両「MUSASHIシリーズ」の研究を行っていた。
1990年代から、マツダとBMWが、既存のエンジンを改良する形で水素燃料エンジンの開発を進めている。
2006年、水素エネルギー開発研究所が、水素と水を燃料とするエンジン（HAWエンジン）を開発し、世界35カ国で特許を取得した。
2009年、広島市にマツダ・RX-8水素エンジン搭載車が納入された。マツダはフォードと提携している。

## 主要メーカー

### 東京都市大学

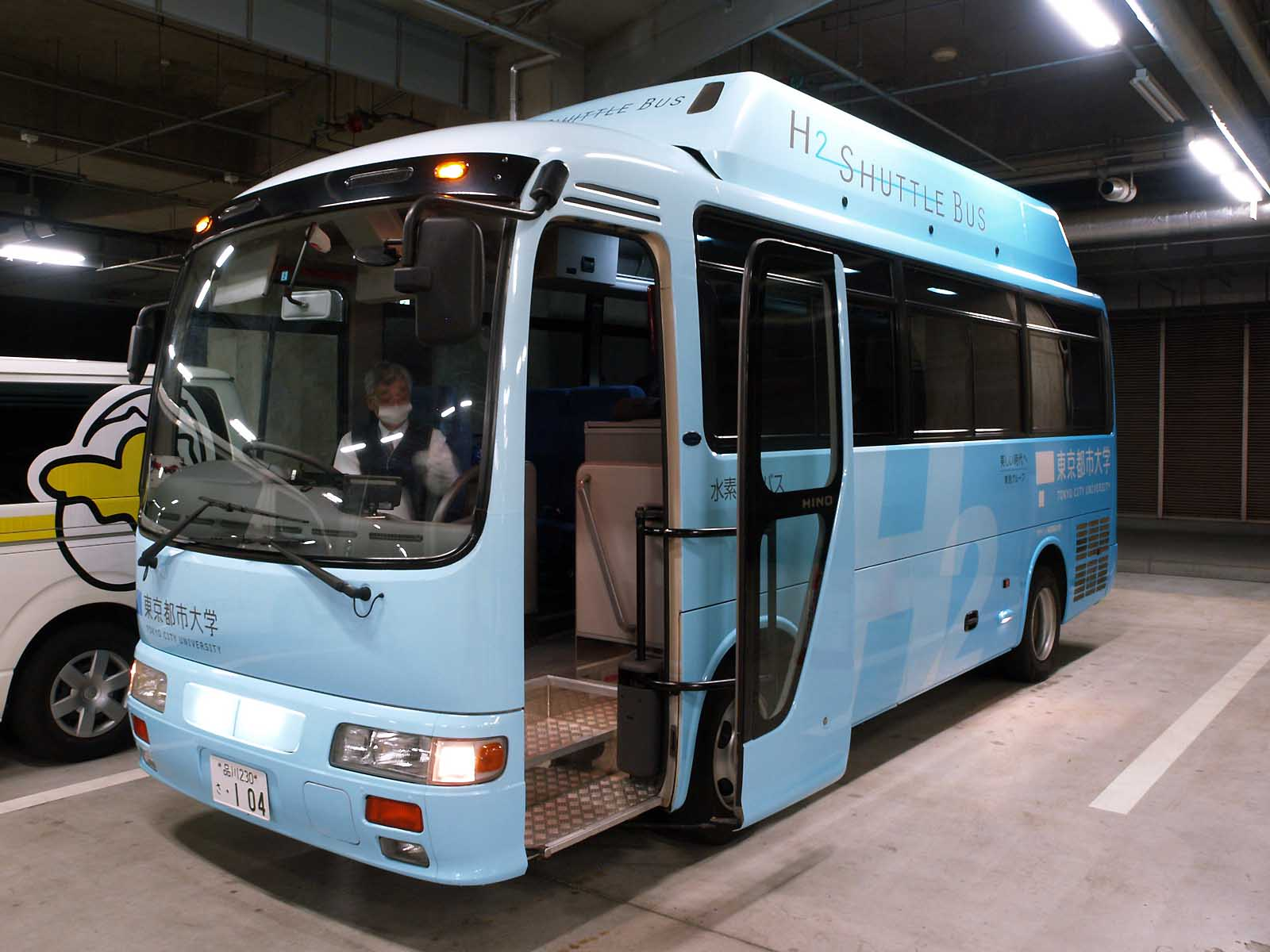
日野リエッセ水素バス

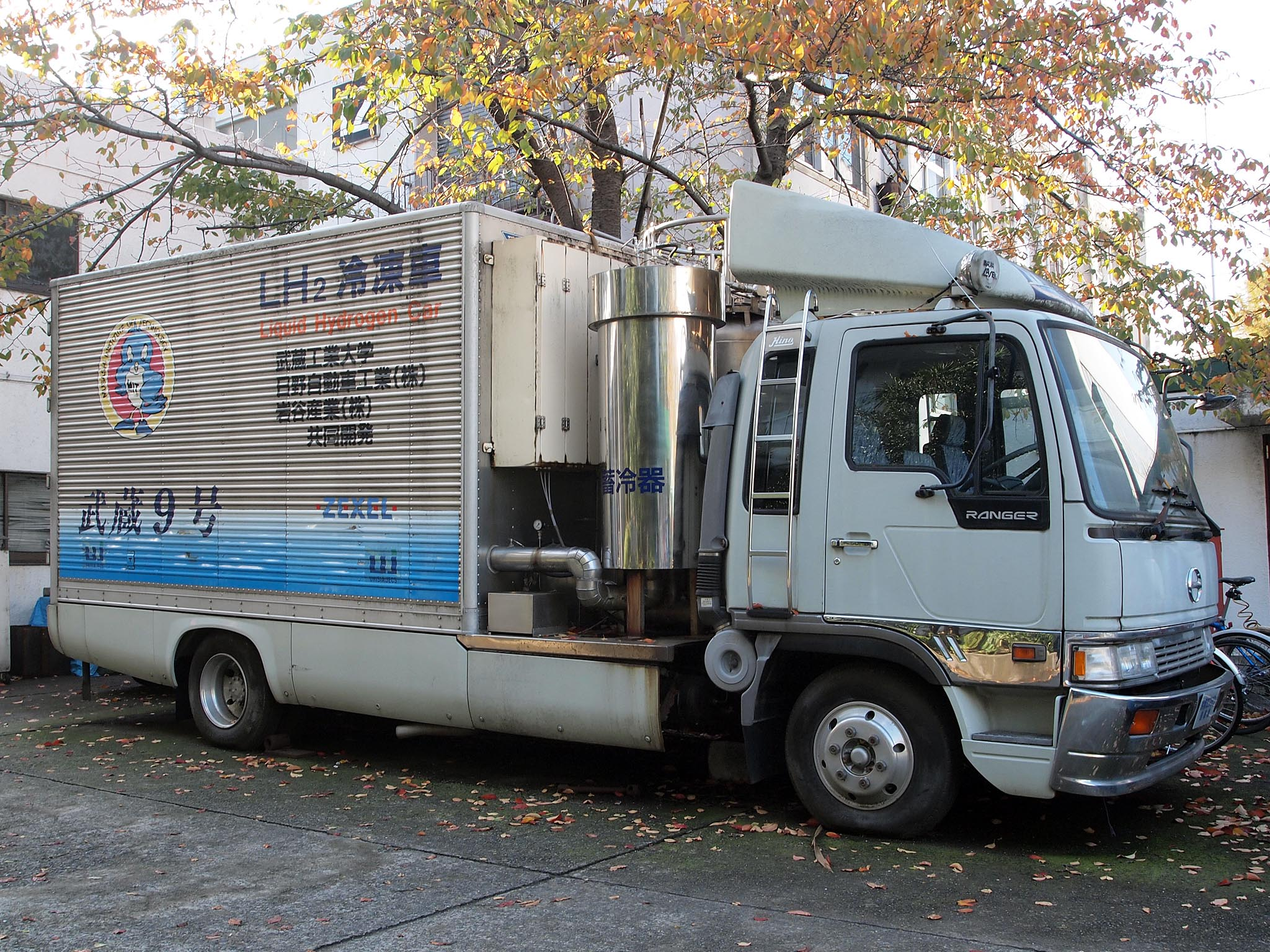
武蔵9号

1970年、武蔵工業大学（現：東京都市大学）が日本で初めて水素燃料エンジンの運転を成功させ、1974年に同大学は水素エンジンを搭載した日本初の水素自動車の試作とデモ走行を実施、成功させた。10台の水素自動車を次々に開発、試作しており、開発した車両の中には、日産・サニークーペを改造した「武蔵2号」、スズキ・セルボ（E-SS20）を改造した「武蔵3号」、日産・フェアレディZ（Z32）を改造した「武蔵8号」、トラック（日野・レンジャー）を改造した「武蔵7号」「武蔵9号」などがある。
このうち日産自動車の乗用車をベースとした「武蔵2号」「武蔵8号」の2台は、2020年1月20日から同年3月20日まで開催された日本自動車博物館の特別企画展「未来を拓く水素燃料の世界 水素自動車開発の歴史」で車両が展示された。
1997年12月に行われた地球温暖化防止に関する京都国際会議（COP3）に「武蔵10号」が出展された。これは日産・アベニールをベースとした実用車で、燃料は液体水素を使用しており、100リットルのタンクを搭載している。4サイクルエンジン、ターボ過給、着火及び燃料噴射方式は火花点火、電子制御低圧吸気管間欠噴射方式である。最高時速150km、走行距離は300km。同大学は国家プロジェクトである「次世代低公害車開発促進プロジェクト」に参加し、フル電子制御エンジンの研究開発を行っている。
また同大学は2009年4月3日、日野自動車の協力により水素燃料を活用した水素燃料エンジンバスの開発に成功したと発表した。大気汚染原因物質である窒素酸化物や二酸化炭素をほとんど排出しない環境対応バスとして普及拡大が期待される。日本自動車研究所の技術審査に合格し、水素燃料バスとして日本で初めて公道走行を可能にした。窒素酸化物排出量は従来のディーゼルエンジンに比べて約90分の1程度にまで抑えられ、CO2を排出しない。製造はトラック・バスなどの市販車を低公害車へ改造を行う自動車メーカーフラットフィールドが担当した。
水素燃料エンジンバスの仕様概要
- ベース車両： 日野・リエッセ
- エンジン型式： 直列4気筒予混合火花点火式水素エンジン（J05D、排気量：4,728cc、ターボチャージャー併用）
- 最大出力： 105kW（145PS）/3000rpm
- 最大トルク： 350Nm/2000rpm
- 航続距離： 約200km

### BMW

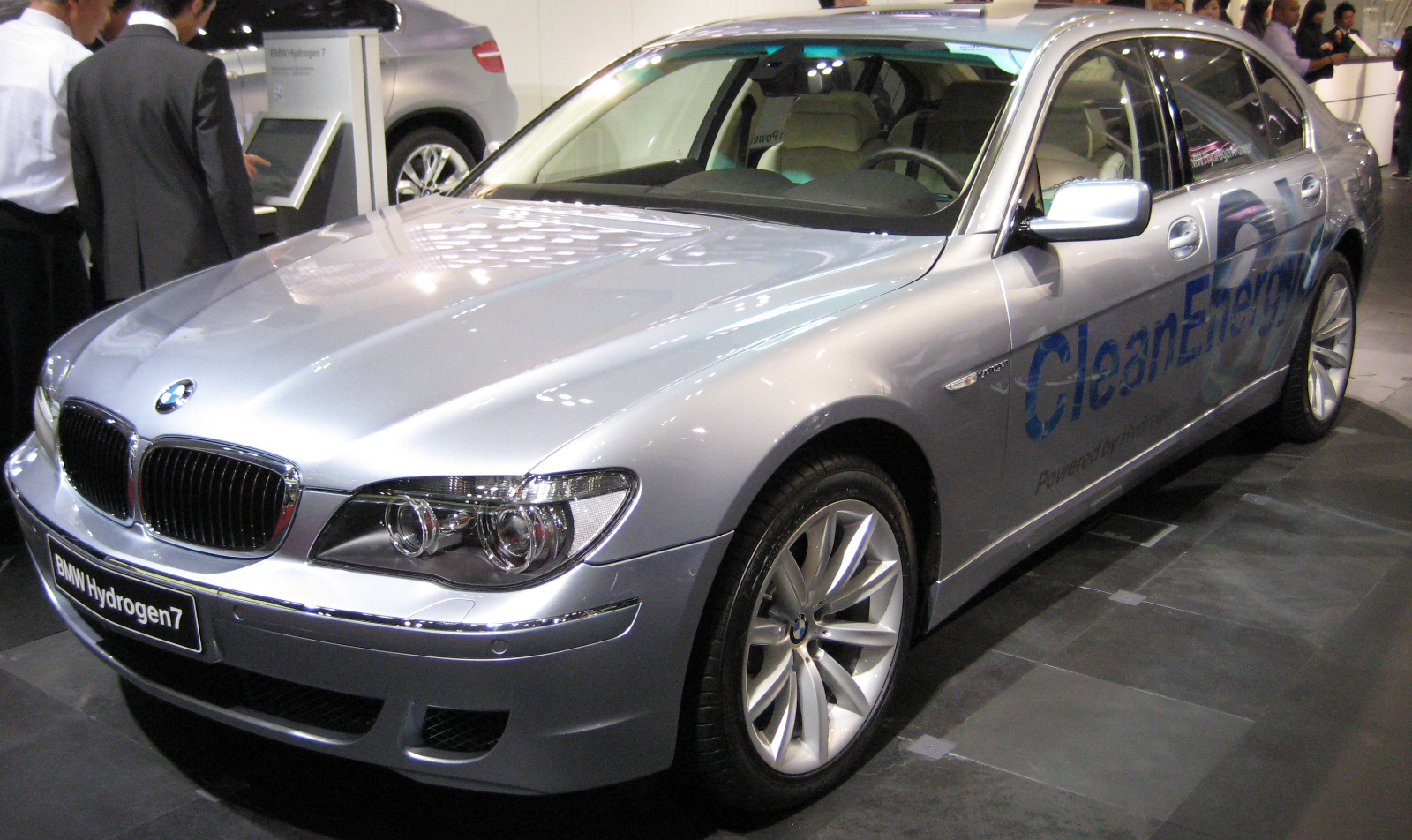
ハイドロジェン7

BMWは7シリーズをベースとして、水素とガソリンの双方を燃料に使用できるV型12気筒レシプロエンジンを搭載した750hLを開発した。燃料として液体水素を使用したときの走行距離は約350kmである。
BMW H2RはBMWの760iのガソリンエンジンを原型としたバルブトロニックとDouble-VANOS技術を取り入れた排気量6.0リットルのV型12気筒エンジンを搭載している。この水素動力の高性能エンジンの出力は232馬力 (173 kW)で187.62 mph (301.95 km/h)以上に到達する。
ハイドロジェン7は上述の2車の成果を取り入れて開発された。

### フォード
2001年、試験車両を発表した。

### マツダ

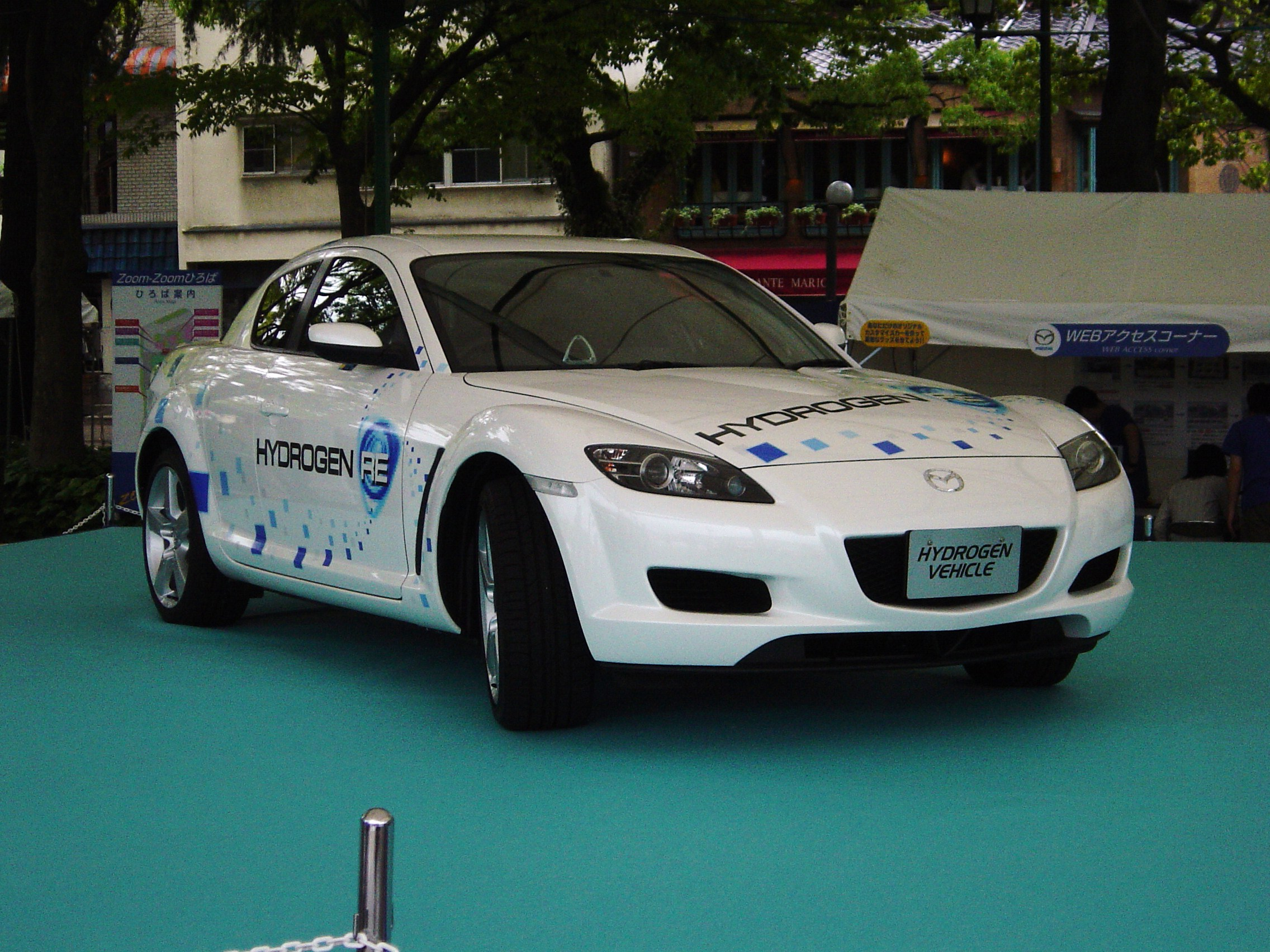
RX-8水素ロータリー車（2004年5月3日）

他社の水素自動車がレシプロエンジンであるのに対し、マツダはロータリーエンジンを採用している。
2003年、東京モーターショーにおいて、マツダはRX-8を改良し、水素ロータリーエンジンを搭載したモデルを出品した。水素のみによる走行距離は約150km。
2004年11月、試験車両がナンバーを取得。公道上での試験走行が可能となった。燃料は水素ガスとガソリンの2種類を切り換えて使用可能となっている。両燃料を合わせて約630kmまで走行距離を伸ばしている。
2009年、プレマシーをベースに水素ロータリーエンジンで発電して電動機で走行するシリーズ式ハイブリッド車、プレマシーハイドロジェンREハイブリッドを発表。水素での航続距離は200kmで、ガソリンと切り替えて走行可能。

### 水素エネルギー開発研究所
2006年7月28日、国土交通省大臣認定を受け公道上での試験走行を開始した。試験車両は日産の市販車を改造したものである。このエンジンの特徴は、水素を直接燃焼させ、燃焼熱で水を蒸気にし（水蒸気爆発を起こさせ）運動エネルギーにするという点である。走行距離は約150km、最高時速は180kmである。

### フレイン・エナジー
2008年2月、ガソリンと水素を混焼させる有機ハイドライド水素自動車を発表した。「有機ハイドライド水素」とは水素を結合した有機化合物で、常温・常圧でも保存できる特徴がある。

### Ronn Motor
2008年11月4日、米テキサス州のRonn Motor社は「H2GO」というリアルタイム水素供給システムを搭載した車両を発表した。水を電気分解して気体の水素を取り出し、ガソリンと混燃させることで燃費が向上し、エンジンからの排出物が減少するとしている。水素供給の為の貯蔵タンクなど特別なインフラを必要としない。Scorpionというスポーツカータイプで少量販売を行った。

### トヨタ

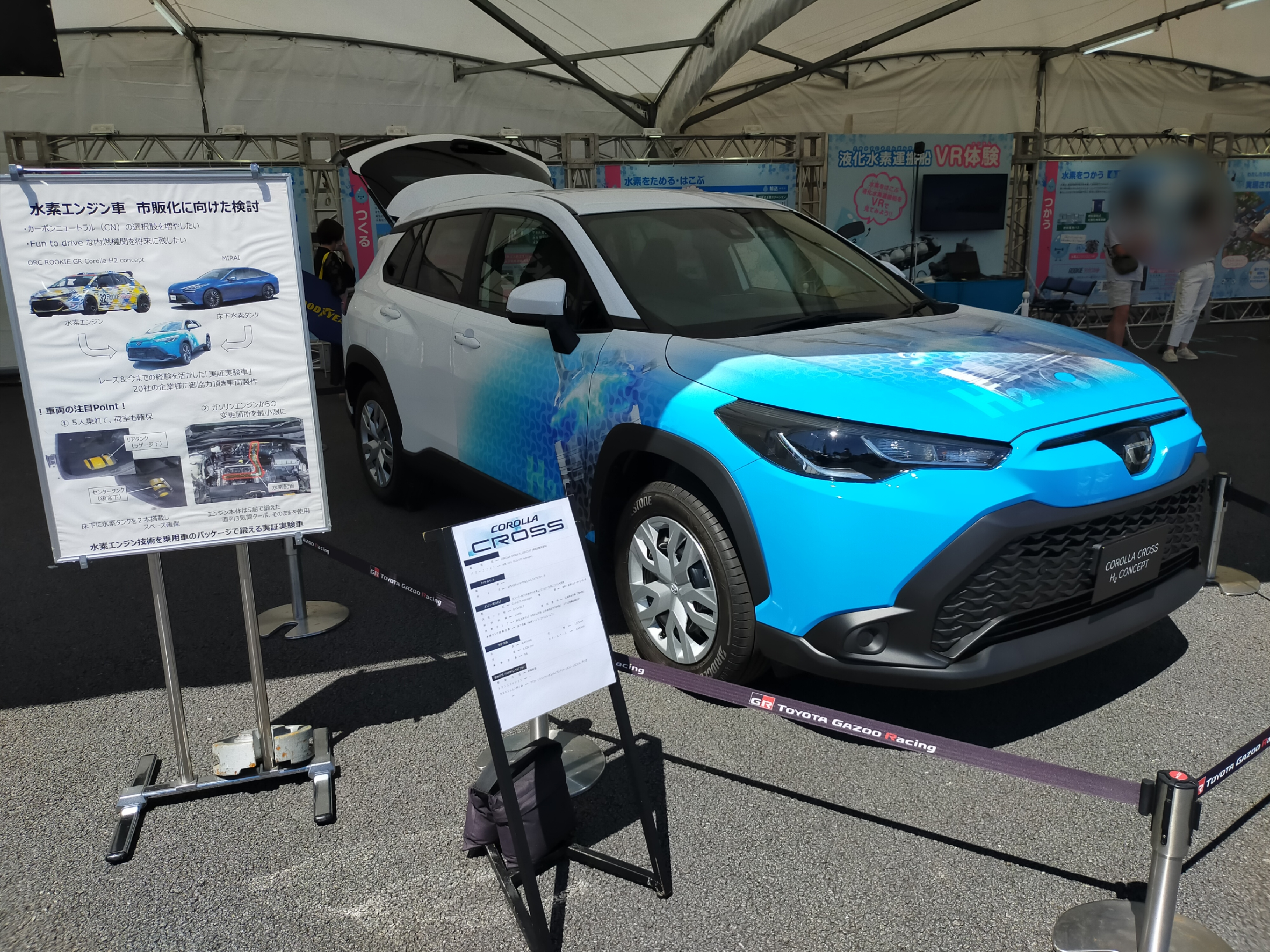
カローラクロスH2コンセプト

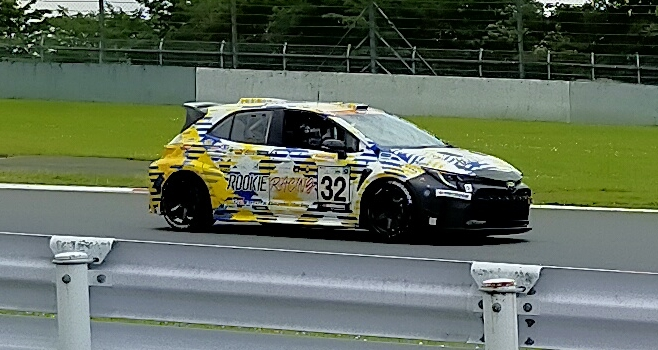
GRカローラH2コンセプト

2021年にスーパー耐久に参戦するORC ROOKIE Racingは、カローラスポーツをベースに水素自動車に改修したレーシングカーの「カローラH2コンセプト」を第3戦富士24時間レースに投入し、豊田章男社長（モリゾウ）も含めたドライバーたちで完走を果たした。エンジンはGRヤリスのG16E-GTSをベースとしており、「G16-GTS Hydrogen」と命名されている。このマシンはスーパー耐久に通年で参戦し、ラップタイム向上や補給時間短縮などの改良を重ねている。
2022年にはカローラH2コンセプトのエンジンをカローラクロスに移植した「カローラクロスH2コンセプト」が、トヨタがハイブリッド車両で10年に渡り参戦を続けているWEC（世界耐久選手権、ル・マン24時間レースを包括する）の富士ラウンドにて公開され、WEC運営の幹部たちが体験試乗を行った。また同じくトヨタが参戦するWRC（世界ラリー選手権）のベルギー戦イープル・ラリーでは、往年の王者ユハ・カンクネンとモリゾウによって水素エンジン仕様のGRヤリスのデモ走行が行われた。

## 課題
水素ガスの取り扱いに関する安全性について、水素は燃焼時の爆発濃度域（燃焼範囲/爆発限界）が非常に広く、ガソリンの燃焼範囲が1.4〜7.6vol%であるのに対し、水素は4.1〜71.5vol%であることから、引火の危険性は非常に高い。しかし、ガスタンクに亀裂が入った瞬間、水素は非常に軽い気体という特性から急速に大気中に放出・拡散され、一部は大気中の酸素とすぐに結合して水になるため、ガソリンの危険性と大差が無いのではないかという説もある。
また水素の物性として分子が極小のため、シリンダーブロックなどを構成する金属中に拡散・浸透し、脆くしてしまう現象（水素脆化）、および、温度変化、衝撃、衝突時の車体変形などにも考慮した水素の車両への搭載方法に関する問題が挙げられる。また、水素レシプロエンジンでは、水素の燃焼速度が高いため吸気-圧縮過程で混合気が高温の点火プラグや排気バルブに接触した際に爆発が起こりやすく、ノッキングやバックファイアーなどが起こりやすい（ロータリーエンジンは構造上、バックファイアーが起こりにくい）。このため、水素混合率を極めて低くする必要があり、ガソリンを用いた場合と比較すると、出力は50 %程度に留まる。さらに水素と空気の混合気を燃焼させた場合、二酸化炭素や硫黄酸化物は生成されないが高温燃焼過程に酸素と窒素が共存する結果、窒素酸化物が生成されるという本質的な問題がある。
その一方で、触媒にレアメタルを使用する燃料電池を搭載しなければならない燃料電池自動車に対し、水素自動車は従来のエンジンを改良するだけでよいため、圧倒的に安価に仕上がるという利点もある。そのためマツダ・RX-8ハイドロジェンRE(水素とガソリンのバイフューエル)の価格は、従来車よりも100万円程度高いもので済まされると予想されている。

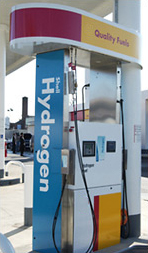
水素ステーション

燃料となる水素は、採掘によって得られる一次エネルギーとは異なり、水素源にエネルギーを与えて初めて得られる二次エネルギーである。現在、水素は天然ガスなどの改質によって工業生産されているが、前述のとおりエネルギーを消費するため、製造効率は60〜70%程度にとどまっている。一方、ガソリンおよび軽油の採掘・精製・運送（中東〜日本の場合）の熱効率は90%以上である。また、水素燃焼エンジン単体の燃焼効率は従来のエンジンと大差無いため、燃料の製造過程を考慮した総合熱効率はガソリンエンジンやディーゼルエンジンよりも劣る。このため、水素燃焼型自動車の大量導入によって、単純に自動車用燃料を石油から水素にシフトさせても、結局はそれ以上のペースで天然ガスの消費を招き、二酸化炭素の総排出量が現状よりも増加するという見方がある。一方で、工業的に副産物として生成する水素を利用した場合には廃棄物の再利用となる。日本においては数百万台分の水素燃焼車の燃料を賄えるだけの水素が廃棄されているとされており、これらを回収・精製し、効率的に配分するインフラの構築が望まれている。このため、燃料の供給元となる水素ステーションインフラの整備も重大な課題となっている。
また元々水素自動車が開発されるきっかけとなっていた、石油の精製過程の副産物として出てきた大量の水素ガスは、公害対策を理由として行われてきた精製設備の更新によって水素ガスが発生しないものへと変わってきている。原料である水素の製造を伴うため、全体ではカーボンオフセットつまり環境性能の向上にあたらないとの見解は根強い。
燃料タンクについては、気体水素の密度が低く、高密度貯蔵が困難であることから、従来のガスタンク内圧（15 MPa程度）を大きく超える高圧タンクが開発されている。現在は炭素繊維複合材にアルミ合金ライニング（内張り）を施した35 MPa級高圧タンクが各所で開発され、燃料電池自動車で実用試験に供されている。DOE（アメリカ・エネルギー省）の試算によると、ガソリン車と同程度の走行距離を得るためには70 MPa級の高圧タンクが必要とされており、各研究開発機関がこの要求値を満たすタンクの開発をすすめており、トヨタ自動車などは70 MPa級の高圧タンクを実用化している。これらのタンクはいずれも極めて高圧の水素をガソリン程度の安全性を維持して貯蔵する必要があるため、安全性保証のために、水素充填時のタンクをライフルで撃つガンファイアテストなどをクリアする強度を持たなければならない。
このような貯蔵密度の問題を回避するために、BMWとGM、そしてGM傘下のオペルは液体水素タンクを開発し、実用評価を行っている。液体水素は極低温であるために、断熱対策が万全でないと貯蔵されている水素が気化する。BMWは、貯蔵開始後からボイルオフが始まるまでの時間を3週間程度まで延ばすことに成功している。さらに事故などでタンクが破損した場合の危険性もガソリンと同程度か、ガソリンより低いと思われる。水素吸蔵合金の性能が向上すれば、低圧で比較的穏和な水素供給が可能なタンクが開発されると考えられているが、現状では、吸蔵放出温度、吸蔵放出速度、吸蔵放出時の反応熱のやりとり、合金質量などの点において未解決の問題が多い。
すでにエタノール、メタノール、液化天然ガスなどの燃料で低公害車は普及している。アルコール系燃料は技術的ハードルが低く、ブラジルでの普及やモータースポーツでの使用などもあり、安全性やインフラなどの技術も確立している。水素燃料は走行時に二酸化炭素を出さないという環境面でのメリットがあるが、前述のように非常に多くのデメリットがあり、それらが実用化を妨げている。

## 安全性
ドイツの飛行船ツェッペリン号やヒンデンブルク号が水素の大爆発を起こしてから、一般的に「水素は爆発しやすい危険な元素である」と考えられてきた。現状のほとんどの水素自動車は圧縮した水素を燃料タンクに貯蔵している。この燃料タンクを加熱し続けるとタンク内のガスが膨張し、いずれ破裂する。このような破裂を防ぐため、タンクに安全弁が装着されている。また水素自動車の火災試験から、水素火炎は視認でき、火災時の周囲への影響は現行車と変わらない。
　水素の最低発火温度は530℃でメタンガスとほぼ同じだが、燃焼速度は非常に高い。また、水素は燃焼時の爆発濃度域が非常に広く、ガソリンの燃焼範囲が1.4〜7.6vol%であるのに対し、水素は4.1〜71.5vol%であることから、引火の危険性は非常に高い。
しかし水素は、ガスタンクに亀裂が入った瞬間、非常に軽い気体という特性から急速に大気中に放出・拡散され、一部は大気中の酸素とすぐに結合して水になる。また、燃焼限界は下限の管理が重要であり、水素、メタン、プロパンはほぼ同じである。つまり、水素自動車はガソリン車などに比べて極めて危険な状態に至っておらず、現行の自動車と同等のレベルである。